# Eduard Samuilowitsch Panzerschanski

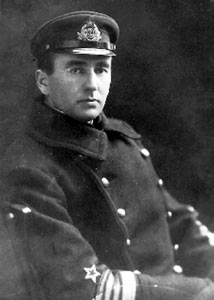
E. S. Panzerschanski, zwischen 1935 und 1937

Eduard Samuilowitsch Panzerschanski (russisch Эдуард Самуилович Панцержанский; * 30. Septemberjul. / 12. Oktober 1887greg. in Liepāja; † 26. September 1937 in Kommunarka) war ein sowjetischer Militär und Oberkommandierender der sowjetischen Seekriegsflotte. Er hatte zuletzt den Dienstgrad eines Flaggmanns 1. Ranges inne, der einem Vizeadmiral in anderen Flotten entsprach.

## Leben
Panzerschanski stammte aus einer verarmten polnischen Adelsfamilie. Er studierte am Polytechnikum Riga und absolvierte 1910 die Seekadettenschule. 1913 wurde er zum Offizier ernannt und diente in der Baltischen Flotte. Er kämpfte während des Ersten Weltkrieges im Baltikum auf dem Zerstörer Grom und war 1917 Teilnehmer an dem Unternehmen Albion. Im Anschluss fand er in der Schären-Abteilung der Baltischen Flotte eine Verwendung als Flaggschiff-Minenkommandant und wurde zum Leutnant befördert. Im Februar 1918 wurde Panzerschanski zum Chef der Schären-Abteilung gewählt. Ab November 1918 kommandierte er die Onegaseekriegsflottille und leitete 1919 verschiedene Operationen bei den Finnischen Ostkriegszügen gegen die Weißgardisten und finnischen Streitkräfte. 1920 wurde er zuerst Verteidigungschef der Kola-Bucht, dann Kommandeur der Kaspischen Flottille und ab November 1920 Kommandeur der Schwarzmeerflotte. Ab April 1921 war er Adjutant des Oberbefehlshabers der Krim- und Ukraine-Küstentruppen. Von November 1921 bis April 1924 war Panzerschanski Kommandeur der Seestreitkräfte der Russischen Sozialistischen Föderativen Sowjetrepublik (RSFSR) und von April bis Dezember 1924 Oberkommandierender der sowjetischen Seekriegsflotte. Er kommandierte von 1925 bis 1926 die Schwarzmeerflotte und befand sich die folgenden Jahre in verantwortungsvollen Positionen innerhalb des Zentralapparates der Seestreitkräfte der UdSSR. Im März 1937 wurde er Chef einer Marineabteilung und Lehrstuhlleiter an der Militärakademie der Roten Arbeiter- und Bauernarmee.
Am 13. Juni 1937 wurde Panzerschanski verhaftet, unter anderem auf Grund von erzwungenen Aussagen B. M. Feldmans. Während der Untersuchung wurde er schwer gefoltert und misshandelt. Am 26. September 1937 wurde er vom Militärkollegium des Obersten Gericht der UdSSR für schuldig erklärt und zum Tode durch Erschießen verurteilt. Am selben Tag wurde das Urteil in Kommunarka, einem Hinrichtungsort des NKWD während des Großen Terrors, vollstreckt.
Im Jahr 1956 wurde Panzerschanski vom Militärtribunal des Obersten Gerichts der UdSSR vollständig rehabilitiert.

## Auszeichnungen
- Rotbannerorden